# Etnoficção
Etnoficção  refere-se especificamente a uma docuficção etnográfica, uma mistura de documentário e de ficção na área da antropologia visual. Refere-se a um filme cujas personagens, nativos, recorrendo a uma narrativa ficcionada ou à pura imaginação, muitas vezes improvisando, desempenham o seu próprio papel como membros de um grupo étnico ou social. O termo é usado em antropologia visual, enquanto etnografia  e tem por objecto de estudo mais a etnia que o indivíduo que a representa.
Jean Rouch é considerado como o pai da etnoficção. Etnólogo, apaixonado pelo cinema, cedo descobre que, forçada a intervir no evento que regista (o ritual), a máquina de filmar  torna-se participante. Exigir na pesquisa etnográfica uma câmara não participante, como Marcel Griaule, seu mestre, preconizava é um preconceito que a prática contradiz. Avançando mais na pesquisa que os seus precursores, Jean Rouch introduz nela o actor, enquanto ferramenta científica. Nasce um novo género de cinema.
Referindo-se sobretudo a filmes do domínio da etnologia enquanto antropologia visual, o termo etnoficção também serve para designar filmes documentários artísticos, de longa tradição, que precedem e sucedem Rouch. O termo pode também ser usado, num sentido mais geral, para designar qualquer obra de ficção na comunicação humana, na arte ou na literatura, com base etnográfica ou social.

## História
Na linha de Robert Flaherty e de Jean Rouch, representações cinematográficas de duras realidades locais surgem em Portugal a partir dos anos trinta. Têm particular incidência nos anos sessenta e setenta, prosseguem na década de oitenta e mantêm-se presentes nos primeiros anos do século XXI, nos filmes de Flora Gomes, Pedro Costa ou de Daniel E. Thorbecke, o autor desconhecido de Terra Longe.
Fazer surgir a ficção no coração da etnicidade é prática corrente nas narrativas populares portuguesas (literatura oral). Será assim fácil entender por que motivo, devido à atracção tradicional pelo imaginário surrealista e pela lenda, certos filmes portugueses, como os de Manoel de Oliveira e de João César Monteiro ou como os híbridos de António Campos, de António Reis e de Ricardo Costa  se libertam de predicados realistas e se tornam ficções poéticas. Desde os anos sessenta que a etnoficção (vida real e ficção num só) se torna um traço distintivo do cinema português.

## Etnoficções

### Anos 1920
- 1926 – Moana de Robert Flaherty, EUA

### Anos 1930
- 1930 – Maria do Mar de José Leitão de Barros, Portugal
- 1932 – L'or des mers de Jean Epstein, França
- 1934 – Man of Aran de Robert Flaherty, GB
- 1936 – Tabu de Robert Flaherty e F.W. Murnau, EUA

### Anos 1940
- 1942 – Ala-Arriba! de Leitão de Barros. Portugal
- 1948 – Louisiana Story de Robert Flaherty EUA

### Anos 1950
- 1955 : Les Maîtres Fous de Jean Rouch, França
- 1958 : La pyramide humaine de Jean Rouch, França

### Anos 1960
- 1960  – Moi, un noir de Jean Rouch, França
- 1962  – Acto da Primavera de Manoel de Oliveira. Portugal
- 1963  – Pour la suite du monde (Of Whales, the Moon and Men) de  Pierre Perrault e Michel Brault, Canada
- 1967 - Jaguar, de Jean Rouch, França

### Anos 1970
- 1976  – Gente da Praia da Vieira de António Campos
- 1976 – Mau Tempo, Marés e Mudança de Ricardo Costa
- 1976 – Trás-os-Montes de António Reis e Margarida Cordeiro
- 1979 – O Pão e o Vinho de Ricardo Costa
- 1988 – Mortu Nega de Flora Gomes
- 1996 – Po di Sangui de Flora Gomes
- 1997 – Ossos (filme) de Pedro Costa

### Filmes recentes
- 2000 – No Quarto da Vanda  de Pedro Costa
- 2002 – Cidade de Deus (filme) de Fernando Meirelles
- 2003 – Terra Longe de Daniel E. Thorbecke
- 2003 – Brumas de Ricardo Costa
- 2006 – Juventude em Marcha de Pedro Costa
- 2007 – Transfiction de  Johannes Sjǒberg

Em balanço sumário, destaca-se o tema transmontano nos filmes dos anos sessenta. O tema africano surge a meio dos anos noventa e prossegue depois, nos filmes de Flora Gomes, de Pedro Costa e de Daniel E. Thorbecke.
Pode deduzir-se, por outro lado, que as cinematografias portuguesa e de expressão portuguesa se distinguem por esse tema, que lhe dá voz no mundo do cinema, como a da Cesária Évora no da música. Certas "etnias" brasileiras serão também ficcionadas: as gentes das favelas e os transexuais.